# Bradley, Oklahoma
Bradley är en ort i Grady County i delstaten Oklahoma, USA.